# Cuevas de Amaya
Cuevas de Amaya es una localidad situada en la provincia de Burgos , comunidad autónoma de Castilla y León (España), comarca de Odra-Pisuerga, municipio de Sotresgudo.

## Datos generales
En 2024, contaba con 21 habitantes. Situada 8,5 km al noroeste de la capital del municipio, Sotresgudo, en la carretera BU-610 que comunica con Alar del Rey. Bañada por el arroyo Tábanos, afluente del Pisuerga a la altura de San Quirce de Riopisuerga por la margen izquierda y que nace en la propia Cuevas de Amaya. Esta localidad se encuentra ubicada en las estribaciones de la Cordillera Cantábrica, formando, junto a la Peña Amaya y Peña Ulaña, la separación entre la llanura de la meseta castellana y la montaña cántabra y del norte de Palencia.
Se encuentra dentro de los límites de la ZEPA Humada-Peña Amaya (especial protección de las aves) y del Geoparque Mundial de la Unesco «Las Loras».
Wikimapia/Coordenadas: 42°38′28″ N 4°14′24″ O

## Situación administrativa
Entidad Local Menor, cuyo alcalde pedáneo es Fermín García Andrés, del Partido Popular .

## Historia
En su término esta constatada la presencia de hasta tres castros prerromanos (Cuevas de Amaya I, II y III) atribuidos a los Cántabros
Se conocen dos asentamientos rurales tipo villa del siglo IV en las cercanías de Cuevas de Amaya.
Es citado en el Becerro de las Behetrías, en 1352.
Lugar que formaba parte de la Cuadrilla de Amaya en el Partido de Villadiego, uno de los catorce que formaban la Intendencia de Burgos, durante el periodo comprendido entre 1785 y 1833, en el Censo de Floridablanca de 1787 , jurisdicción de señorío siendo su titular el duque de Frías, alcalde pedáneo.
Antiguo municipio, denominado hasta el censo de 1857, Cuevas junto a Amaya en Castilla la Vieja (partido de Villadiego). En 1857 pasa a llamarse Cuevas de Amaya. Este mismo año incorpora el extinguido municipio de Rebolledillo de la Orden. Por último, en 16 de julio de 1974 se extingue como municipio y se incorpora al de Sotresgudo.
Madoz lo denomina Cuevas de Villadiego y lo describe a mediados del siglo XIX (1847) como un lugar con Ayuntamiento, en la provincia, diócesis, audiencia territorial y corregimiento de Burgos (a 10 leguas). Partido judicial de Villadiego. Situado en una hondonada donde le combaten los vientos del N y O. El clima es frío y las enfermedes más comunes calenturas y constipados. Tiene 28 casas con la consistorial, escuela de primeras letras concurrida por 7 alumnos, cuyo maestro está dotado con 500 reales anuales. Iglesia parroquial (la Asunción) servida por un cura párroco. Una ermita, a corta distancia, dedicada a San Roque. Finalmente, una fuente dentro de la población y 5 en el término, todas de buenas aguas. Confina norte Rebolledo de la Torre, este Salazar de Amaya, sur Sotovellanos y oeste San Quirce. El terreno es calizo y arenoso, comprendiendo un monte poblado de robles, matas de espino y zarzales. Lo baña un pequeño arroyo sin nombre que cruza el pueblo de norte a sur. Los caminos son de servidumbre de pueblo a pueblo y la correspondencia se recibe de Villadiego. Produce trigo alaga, mocho, yeros, cebada y lino. Ganado vacuno y lanar. Caza de liebres, perdices, sordas y jabalíes. Industria la agrícola. Población 24 vecinos, 80 almas. Capital productivo: 266 310 reales. Impuestos: 23 871. El presupuesto municipal asciende a unos 900 reales que se cubren con el fondo de propios, arbitrios y reparto vecinal.
Se conserva, al oeste del término, el llamado «Paredón de Tábanos», un muro aislado en lo alto de una loma que resta de la edificación de la ermita mozárabe de San Juan de Tábanos. Según la leyenda popular, se asocia el nombre a un grupo de monjes originarios del monasterio de Tabanos de Córdoba, que huyendo de la persecución árabe, se refugiaron en estas tierras en el último tercio del siglo IX.

## Demografía
| Gráfica de evolución demográfica de Cuevas de Amaya entre 1857 y 1970 |
| |
| Población de derecho según los censos de población del INE Población de hecho según los censos de población del INEEn este censo se denominaba Cuevas junto a Amaya: 1842. Entre el censo de 1857 y el anterior, crece el término del municipio porque incorpora a Rebolledillo de la Orden. Entre el censo de 1981 y el anterior, este municipio desaparece porque se integra en el municipio Sotresgudo. |

| 1842 |  | 1857 |  | 1860 |  | 1877 |  | 1887 |  | 1897 |  | 1900 |  | 1910 |  | 1920 |  | 1930 |  | 1940 |  | 1950 |  | 1960 |  | 1970 |  | 2017 |  | 2021 |
| ---- |  | ---- |  | ---- |  | ---- |  | ---- |  | ---- |  | ---- |  | ---- |  | ---- |  | ---- |  | ---- |  | ---- |  | ---- |  | ---- |  | ---- |  | ---- |
| ?    |  | 383  |  | 358  |  | 386  |  | 361  |  | 374  |  | 360  |  | 416  |  | 406  |  | 392  |  | 427  |  | 386  |  | 324  |  | 129  |  | 26   |  | 31   |

## Patrimonio

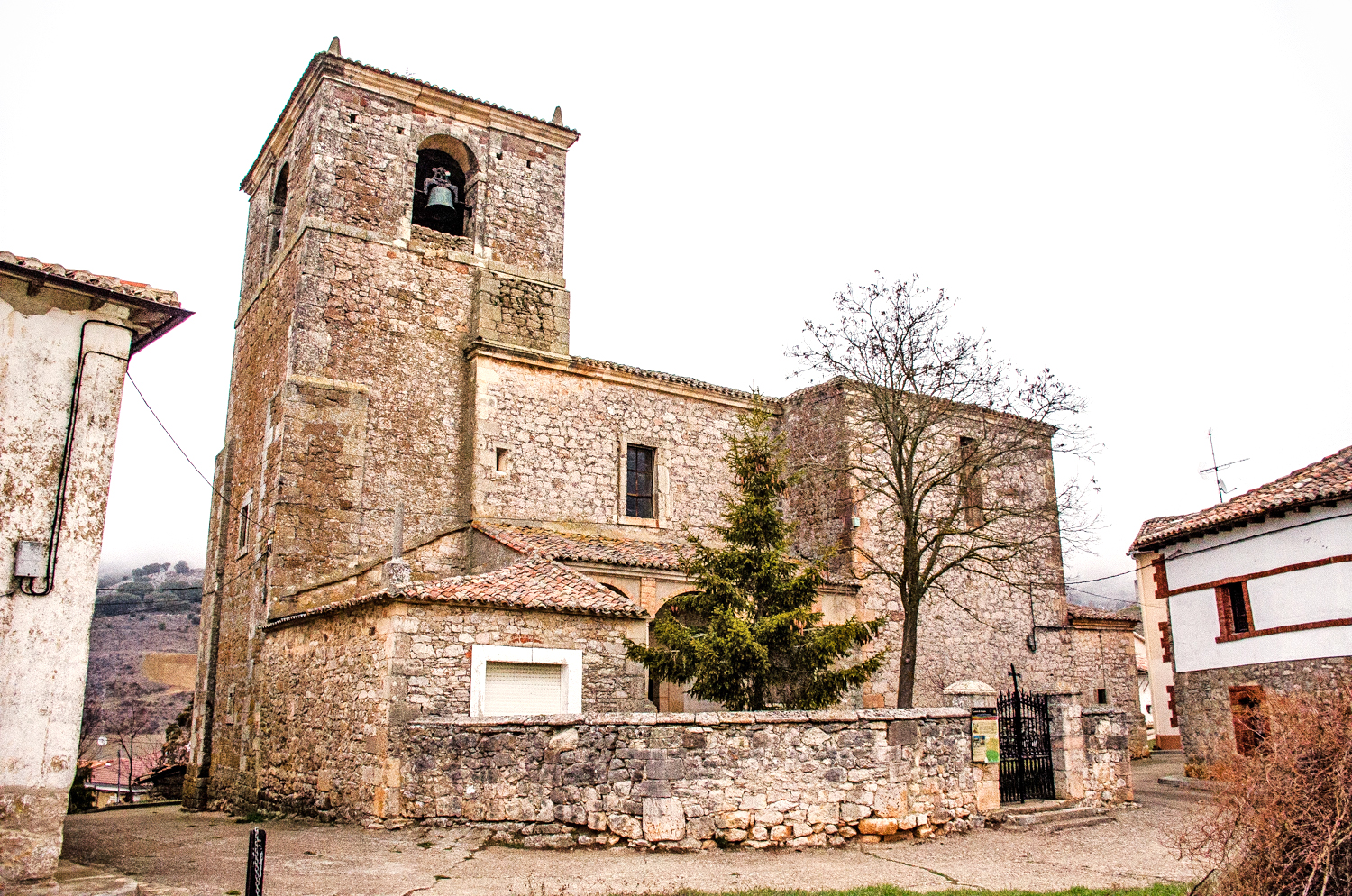
Iglesia de Santa Ana.

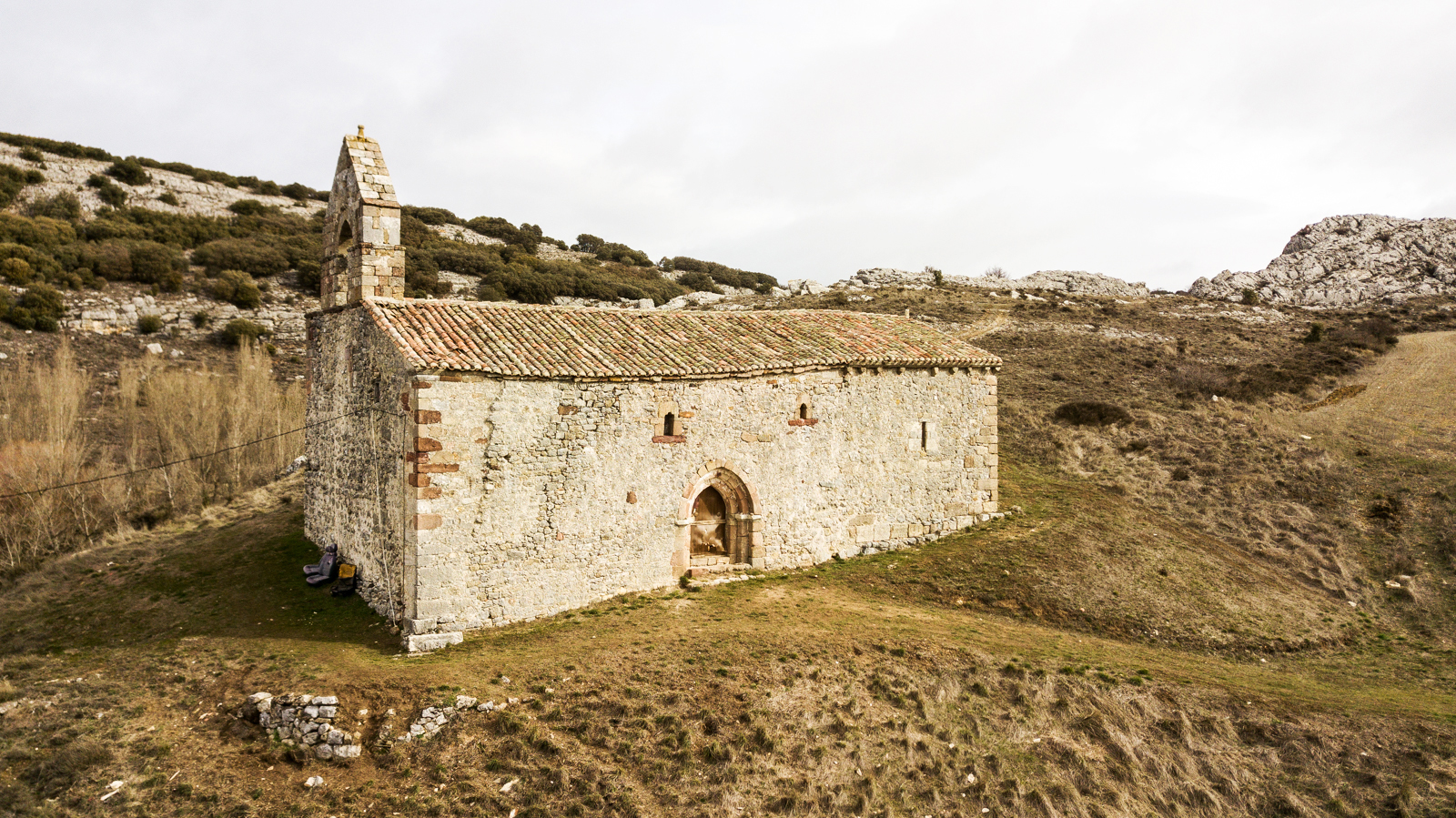
Ermita de Nuestra Señora de Camporredondo.

Iglesia parroquial de Santa Anasiglo XVI-XVII. Estilos gótico, renacentista y barroco. Una nave con crucero y cabecera con ábside poligonal. Torre campanario y portada barrocos. Pórtico lateral con arcos de medio punto.
Ermita románica dedicada a la Virgen de CamporredondoUbicada sobre una loma. Del siglo XVIII, de estilo popular, construida en mampostería. Conserva restos del primer gótico (siglo XIII-XIV) en portada y nave. Pequeña espadaña a los pies. En el interior aparece doble cabecera rectangular con dos naves. Tiene en el alero de su cara norte siete canecillos y un friso parcial ajedrezado románico.
Fuentes con abrevaderos1950. Construcciones populares en piedra de sillería de estructura prismática, que remata en cornisa labrada, culminada con bola de piedra, con dos caños simétricos que vierten el agua a abrevaderos para el ganado.
LavaderosRecuperados y reconvertidos en 2013. Es un pequeño espacio de esparcimiento, ubicado en una de las entradas del pueblo.
.

## Ocio
Fiestas
Primer domingo de octubre: Nuestra Señora del Rosario. Se celebra la procesión del Rosario, con estandartes y la imagen de la Virgen del Rosario.
Coto de cazaNúmero BU-10334. Constituido el 03/10/1972. Superficie 1 263,09 ha.
"Asociación Cultural, Deportiva y Recreativa Amigos de Cuevas de Amaya"Tiene local propio.